# Harry Hart
Harry Hart (eigentlich Henry Beltsazer Hart; * 2. September 1905 in Harrismith; † 10. November 1979) war ein südafrikanischer Leichtathlet, der seine größten Erfolge im Kugelstoßen und Diskuswurf hatte.
Bei den British Empire Games 1930 in Hamilton siegte er im Kugelstoßen und Diskuswurf, gewann Bronze im Speerwurf und wurde Sechster im 120-Yards-Hürdenlauf. 1932 wurde er bei den Olympischen Spielen in Los Angeles jeweils Elfter im Kugelstoßen und Zehnkampf sowie Zwölfter im Diskuswurf.
1934 verteidigte er bei den British Empire Games in London seine Titel im Kugelstoßen und Diskuswurf und gewann Silber im Speerwurf.

## Persönliche Bestleistungen
- Kugelstoßen: 15,72 m, 5. September 1931, Kapstadt
- Diskuswurf: 44,96 m, 1931
- Zehnkampf: 5697 Punkte, 6. August 1932, Los Angeles